# Der Barcelona-Krimi: Blutiger Beton
Blutiger Beton ist ein deutscher Kriminalfilm von Isabell Šuba aus dem Jahr 2020. Es handelt sich um den vierten Filmbeitrag zur ARD-Kriminalfilmreihe Der Barcelona-Krimi mit Clemens Schick und Anne Schäfer in den Hauptrollen der ermittelnden Beamten. Tara Fischer ist wiederum als Tochter von Fina Valent besetzt sowie Jule Gartzke und Sebastian Fritz als Mitarbeiter von Bonet und Valent. Die Haupt-Gaststars dieser Folge sind Michael Sideris, Michael Rotschopf sowie Marcel Gisdol und Bettina Hoppe.
Die Erstausstrahlung des Films erfolgte am 28. Mai 2020 im Rahmen des Donnerstags-Krimis zur Hauptsendezeit im Programm der ARD Das Erste. Die ARD schrieb zur Erstausstrahlung des Films: „Regie-Newcomerin Isabell Šuba inszenierte den emotionsgeladenen, intensiven und atmosphärisch dichten Krimi vor dem realen Hintergrund eines großen gesellschaftlichen Problems.“

## Handlung
Kommissar Xavi Bonet und Kommissarin Fina Valent bekommen es in ihrem vierten gemeinsamen Fall mit der zunehmenden Gentrifizierung Barcelonas zu tun. Wo früher einfache Mietshäuser standen, entstehen nun Luxuswohnungen, die der Mehrheit der Bevölkerung nichts bringen, da sie einfach unbezahlbar für sie sind. Auch der Bauunternehmer Macario Herera gehört zu den Gewinnern dieses Verdrängungswettbewerbs. Bonet und Valent werden zu einer Baustelle gerufen, wo eine männliche Leiche gefunden worden ist. Die aufgenommenen Ermittlungen ergeben schnell, dass es sich bei dem Toten um Herera handelt. Zu den Tatverdächtigen gehören sein Geschäftspartner Nestor Rodriguez, ein Großinvestor, sowie auch sein Sohn Felix, der gegen die Projekte seines Vaters ankämpfte und darüber auch Videos veröffentlichte. Felix ist der neue Freund von Finas Tochter Maria. Allerdings hatte Herera viele Feinde, nämlich die Menschen, die durch ihn aus ihren Wohnvierteln vertrieben wurden.
Auch Ruben Castillo ist ein Opfer von Herera, er wurde durch den Verlust seiner Wohnung und seines Arbeitsplatzes völlig aus der Bahn geworfen. Castillo, der in seiner Kindheit und frühen Jugend ein Freund von Bonet war, ist Mitglied der Okupa, einer Vereinigung, die für bezahlbaren Wohnraum kämpft und dabei auch Gesetzesverstöße in Kauf nimmt. Während einer Straßenschlacht der Okupa-Mitglieder ist es Castillo gelungen, Bonet während eines Handgemenges dessen Dienstwaffe zu entwenden. Des Weiteren ist er im Besitz eines Notizbuches, das Nestor Rodriguez gehört, und Namen und Daten enthält, die mit Sicherheit einiges wert sind. Unter den Okupa-Mitgliedern entdeckt Valent zu ihrem Entsetzen auch ihre Tochter Maria.
Valent spricht mit Rodriguez, mit dem sie einst ein Liebesverhältnis hatte. Er meint, er habe Macario Herera fürs Grobe beschäftigt, denn grobe Typen würden grobe Dinge erledigen. Bonet, der hinzugekommen ist, will etwas über sieben Anrufe von Rodriguez wissen, die er innerhalb einer Stunde mit Herera geführt habe. Als Bonet den Baulöwen hart angeht, ist Valent ganz offensichtlich damit nicht einverstanden. Sie weist ihn darauf hin, dass Rodriguez ein Alibi habe, er sei in Madrid gewesen. Das könne sein Leibwächter bezeugen. Bonet meint nur kurz angebunden, der werde von Rodriguez bezahlt.
Ein Gespräch mit Hereras Witwe Elena verläuft recht seltsam. Als ihr Sohn Felix hinzukommt, meint er, sein Vater habe Haltung gehabt und sei nicht wie Rodriguez, er habe soziale Visionen gehabt, ein Herz, das habe Nestor Rodriguez sich zu eigen gemacht. Er habe seinen Vater am ausgestreckten Arm verhungern lassen. Ein Gespräch Bonets mit Ruben Castillo verläuft ebenfalls unbefriedigend, dieser wiederholt mehrmals, dass die „Geldschweine“ seine Familie ruiniert hätten. Bonet erwidert genervt, es sei nicht auszuhalten, dass er sich so zum Opfer mache. Castillo empfiehlt Bonet, sich einmal den Sohn Hereras genauer anzuschauen, der ticke nicht ganz richtig, wenn er herausfinden wolle, wer Macario Herera auf dem Gewissen habe. Seltsam ist, dass im Netz ein Video kursiert, das zeigt, wie Felix ein wertvolles Motorrad aus der Sammlung seines Vaters in Brand setzt. Die Maschine hat einen Wert von mehr als 100.000 Euro.
Valent erreicht ein verzweifelter Anruf ihrer Tochter, dass sie und Felix verfolgt werden würden und sie ihre Hilfe bräuchten. Der Verfolger meint zu Maria, sie wolle er nicht, sondern nur Felix. Sie solle verschwinden. Valent hört die Hilfeschreie ihrer Tochter. Obwohl Valent dem Verfolger droht zu schießen, kann er sich entfernen, da sie es nicht über sich bringt, abzudrücken. Ihr letzter Fall, in dem sie einen Unschuldigen erschossen hat, ist noch zu präsent. Bonet, der hinzugekommen ist, will auf den Polizeirevier von Felix wissen, was er für ein Spiele treibe, denn die Maschine, die er in Brand gesetzt habe, sei nur eine billige Kopie gewesen. Das Original stehe noch bei ihm zu Hause. Der Film entspringe dem Plan seines Vaters, entgegnet Felix. Valent sagt ihm auf den Kopf zu, dass sein Vater ihn als Maulwurf eingesetzt habe, woraufhin Felix erwidert, weil sie ihm alles kaputt gemacht und angezündet hätten und das immer wieder. Sein Vater habe ihm versprochen noch einmal von vorn anzufangen gemeinsam mit ihm. Maria schaltet sich ein und spricht von einer Liste, die für alle sehr gefährlich werden könnte. An ihre Mutter gewandt, meint sie mit Tränen in der Stimme, dass der Wixxer, dem es um die Liste gehe, ihr Blumen schicke. Die genannte Liste wurde Felix von Castillo entwendet, der Rodriguez inzwischen erpresst.
Valent konfrontiert Elena Herera mit der Tatsache, dass ihr Mann ein Verhältnis mit einer Zoe Dias gehabt habe und sie damit ein Mordmotiv. Castillo ruft in der Zeit seine von ihm getrennt lebende Frau Carmen an und erzählt ihr von der Liste. Carmen befürchtet das Schlimmste und wendet sich an Bonet, mit dem sie befreundet ist. Kurz darauf steht Castillo Rodriguez Leibwächter gegenüber, der auf ihn schießt, als Castillo nach der Waffe greifen will, die er Bonet entwendet hat. Bonet kommt hinzu, es kommt zu einem Kampf. Castillo stirbt an seiner Schussverletzung. Valent, die ebenfalls dazu kam, konnte wiederum nicht schießen.
Carmen übergibt Bonet das kleine rote Notizbuch mit der Liste, die soviel Brisanz hat. Was den Mord an Herera betrifft, kristallisiert sich heraus, dass Felix seinen Vater getötet hat. Er war schon als Kind in psychiatrischer Behandlung, kann mit Enttäuschungen nicht umgehen. Als er herausfand, dass sein Vater eine andere Frau liebt und mit dieser und nicht mit ihm und seiner Mutter ein neues Leben beginnen wollte, entlud sich dieser Enttäuschung in dem Anschlag auf seinen Vater. Valent ist alarmiert, was, wenn ihre Tochter ihn enttäuscht. Wie wird seine Reaktion dann sein. Die Sorge ist nicht unbegründet. Bonet und Valent stellen die beiden jungen Menschen auf dem Hochhaus, auf dem der tote Herera entdeckt wurde. Felix scheint im Begriff vom Dach in die Tiefe zu springen und hat Maria im Arm, mit der er sich immer mehr dem Rand des Gebäudes nähert. Maria fleht ihre Mutter an, ihr zu helfen. Im letzten Moment lässt Felix Maria los und springt allein in die Tiefe.

## Produktion

### Produktionsnotizen
Die Dreharbeiten für Blutiger Beton erstreckten sich unter dem Arbeitstitel Okupa vom 4. November bis zum 3. Dezember 2019 und fanden in Barcelona statt.

### Interview mit Clemens Schick
Schick wurde gefragt, wie sich seine Figur weiterentwickelt habe, da man in den beiden neuen Filmen eine neue, private Seite an Xavi Bonet kennengelernt habe. Der Schauspieler antwortete, dass „Xavi in den beiden neuen Filmen verletzlicher, offener, verwundbarer“ geworden sei und „viel mehr von sich preisgebe“. Wir lernten einen Polizisten kennen, „den die Ungerechtigkeit da draußen wütend“ mache und ihn antreibe „sich immer wieder dem rauen Alltag dieser Welt des Verbrechens zu stellen“. Auf das neue Outfit seiner Figur angesprochen, meinte Schick, er liebe diese neue Seite an Xavi. Für ihn sei er „eine Mischung aus ‚Miami Vice‘-Cop und Hippie“. Das neue Outfit treffe das perfekt. Auf die Frage, ob fiktional erzählte Filme gesellschaftsrelevante Themen, wie beispielsweise die Gentrifizierung Barcelonas, aufgreifen sollten, antwortete Schick, man müsse solche aktuelle, wichtige Themen aufgreifen, sonst brauche man solche Filme nicht zu drehen. Gentrifizierung sei „in allen boomenden Städten dieser Welt ein Thema“. Es stelle sich überall die Frage, wie man in einer Stadt, „die von Touristen geliebt“ werde, in der „erfolgreiche Menschen Stadtviertel für sich“ entdeckten, „in denen seit Generationen Menschen mit geringeren Einkommen zuhause waren, wie man diesen Wandel so“ gestalte, „dass nicht nur der Stärkere“ siege. Das sei „in Berlin genauso wie in Barcelona“.

### Interview mit Anna Schäfer
Schäfer wurde darauf angesprochen, dass sie in Blutiger Beton einen alten Liebhaber wiedertreffe – einen Verdächtigen. Schäfer erklärte, Fina sei „einsam und Nestor Rodriguez“ erinnere sie „an eine andere wilde Zeit, in der sie nicht gezwungen gewesen“ sei, „alles unter Kontrolle zu haben“. „Einer Zeit, in der sie weniger Verantwortung“ gehabt habe. Er wecke „Sehnsucht in ihr“.

## Rezeption

### Kritik
Rainer Tittelbach befasste sich auf seiner Seite tittelbach.tv mit dem Film und schrieb eingangs seiner Kritik: „Zweieinhalb Jahre nach den beiden Auftakt-Episoden verströmen die neuen Filme der ARD-Donnerstags-Reihe ‚Der Barcelona-Krimi‘ […] wieder reichlich südländischen Metropolen-Flair. Anders als in den meisten deutschen Krimis, die für ihre Geschichten die passende Form suchen, verfahren die Macher beim ‚Barcelona-Krimi‘ umgekehrt. Das hat durchaus seinen Reiz – und durch Anne Schäfer und vor allem Clemens Schick sind ‚Entführte Mädchen‘ und ‚Blutiger Beton‘ ohnehin mehr als souverän inszenierte Designer-Krimis Marke ‚Miami Vice‘.“ Weiter befand Tittelbach, dass Deutsche Spanier spielen würden, störe kaum. Man könne sagen: Die Besetzung sei deutsch, „aber die Charaktere“ besäßen „durchaus ein Stück weit spanische Mentalität“. Ermittelt werde „weniger systematisch, sondern immer etwas chaotisch“. Bei den Filmen steche „die besondere Inszenierung ins Auge.“ Die Episode ‚Blutiger Beton‘ rücke „die Gentrifizierung Barcelonas ins Zentrum der Handlung – und“ zeige „Gewinner und Verlierer“. Filmästhetisch sei „der zweite Film nicht ganz so stylish“. Da es in ‚Blutiger Beton‘ „um (Beziehungs-)Kampf, Liebe und Leidenschaft“ gehe, seien das rote Hemd des Verführers, die roten Fingernägel der Kommissarin oder ein roter Ring „durchaus passende Accessoires“. Und auch das Notizbuch, „mehr als ein Hitchcockscher MacGuffin“ sei rot. Interessant sei auch der „angedeutete Moment, in dem sich die Gute und der ‚Böse‘ nahekommen“ würden, der in „einer erotischen Phantasie der Kommissarin“ gipfele.
Auf der Seite Flimmo.de war man der Meinung, „die realistätsnahe Darstellung von Mord und Suizid“ sei „für Kinder verstörend“. „Besonders einige blutige Bilder und das dramatische Ende“ könnten „ihnen zu schaffen machen“.
Oliver Armknecht bewertete den Film für Film-Rezensionen.de und gab ihm drei von zehn möglichen Punkten und hielt den Film – „wie alle bisherigen Teile der Reihe“ – für „kaum empfehlenswert“. Armknecht führte weiter aus, „während der Punkt der mangelnden Originalität zwar bedauerlich“ sei, „aber noch kein Beinbruch – Krimis“ hätten „meist einen anderen Zweck zu erfüllen –“ grenze „es schon an Beleidigung, wie dreist hier lauter Querverbindungen eingebaut“ werden würden. Allgemein seien „persönliche Beziehungen der Ermittelnden zum Fall oft ein Anzeichen für ein faules Drehbuch“. Bei Blutiger Beton sei „dann so sehr übertrieben“ worden, „dass der Film wie eine Parodie“ wirke. Armknechts Fazit lautete dann auch: „‚Der Barcelona-Krimi: Blutiger Beton‘ greift mit der Gentrifizierung zwar ein wichtiges Thema auf, hat dazu aber nichts Interessantes zu sagen. Da die diversen persönlichen Verwicklungen ebenso lächerlich sind wie diverse Actionszenen, darf man den Mord an einem Baulöwen getrost aussitzen.“
Die Redaktion der Zeitschrift TV Spielfilm kam zu einem völlig anderen Ergebnis, der Daumen ging nach oben, für Action gab es einen von drei möglichen Punkten, für Spannung zwei und das Fazit: „Hier passen Story, Typen und Spannung“. Außerdem wurde ausgeführt: „Auch in dieser Folge mischen sich eine clever konstruierte Story und die persönlichen Befindlichkeiten der Kommissare zu einem sehenswerten Fall, der bis zum Ende die Spannung hält.“
Auch in der Dülmener Zeitung schnitt der Film gut ab, dort war zu lesen: „Der Barcelona-Krimi erkundet ein brisantes Thema und überzeugt mit starken Darstellern“. „Schauspielerisch“ sei „dieser Krimi in der Regie von Isabel Suba gelungen“. Anne Schäfer und Clemens Schick verkörperten die beiden Polizisten „mit ruppigem Charme“.
Die Kritiker bei Quotenmeter waren nicht überzeugt von dem Film und bemängelten: „Dramaturgisch und ästhetisch bestimmend ist nicht die Dekonstruktion des modernen spanischen Klassenkampfes zwischen Gentrifizierung und Massenarbeitslosigkeit, sondern eine Mischung aus lauen Revierbesprechungen, finsteren Gestalten, die zwei linke Jungspunde durch schummerige Gassen jagen, und einer aufdringlichen Erotik, die jede emotionale Konsequenz erstickt: Denn dass sich eine Kommissarin beim Abendessen mit einem Verdächtigen sexuell zu dem Mann hingezogen fühlt, der vielleicht gerade ihre Tochter mit einer Garotte erdrosseln lassen wollte, passt weder zu dieser Figur noch zur erzählerischen Zielsetzung dieses Films.“
In der Siegener Zeitung hingegen führte Regine Wenzel aus: Es ist zwar merkwürdig, dass die Schauspieler in der katalanischen Metropole Deutsch sprechen, aber Charaktere dieser freigeistigen Protestierer und die Atmosphäre abseits von Gaudí-Architektur und Rambla, im rauen Szeneviertel Raval, haben Regisseurin Isabell Šuba, ihr Team und ihre Schauspieler trotzdem einzufangen vermocht. Das Drehbuch sah persönliche Verstrickungen der Kommissare Xavi (Clemens Schick) und Fina (Anne Schäfer) in den Fall vor, die tatsächlich glaubhaft erschienen. Spannend, aktuell und kräftig im Ton: ‚Blutiger Beton‘ hat von vorn bis hinten Spaß gemacht.

### Einschaltquoten
Bei seiner Erstausstrahlung wurde der Film von 5,13 Millionen Zuschauern eingeschaltet, was einem Marktanteil von 17,1 Prozent entsprach. Bei seiner Wiederholung 2022 schalteten 4,37 Millionen Menschen ein, was einen Marktanteil von 20,9 Prozent ergab.